# Japanska F3-mästerskapet 1997
Japanska F3-mästerskapet 1997 var ett race som vanns av Tom Coronel.

## Slutställning
| Plats | Förare             | Poäng |
| ----- | ------------------ | ----- |
| 1     | Tom Coronel        | 54    |
| 2     | Yuji Tachikawa     | 37    |
| 3     | Takeshi Tsuchiya   | 31    |
| 4     | Shigekazu Wakisaka | 24    |
| 5     | Daisuke Ito        | 13    |
| 6     | Shingo Tachi       | 11    |